# Zona protectora El Chayote
La Zona Protectora el Chayote está ubicada en la provincia de Alajuela, Costa Rica, entre dos áreas silvestres el parque nacional del Agua Juan Castro Blanco
y el parque nacional Volcán Poás. Tiene un área 841 hectáreas localizadas entre los cantones Zarcero y  Naranjo. Dentro de la Zona Protectora El Chayote se encuentra la finca La Chiripa con una extensión de 163 ha es un macizo montañoso que funciona como zona de infiltración de aguas; y constituye un 20% de la Zona Protectora El Chayote; y para los naranjeños es de suma importancia por su riqueza biológica e hídrica.

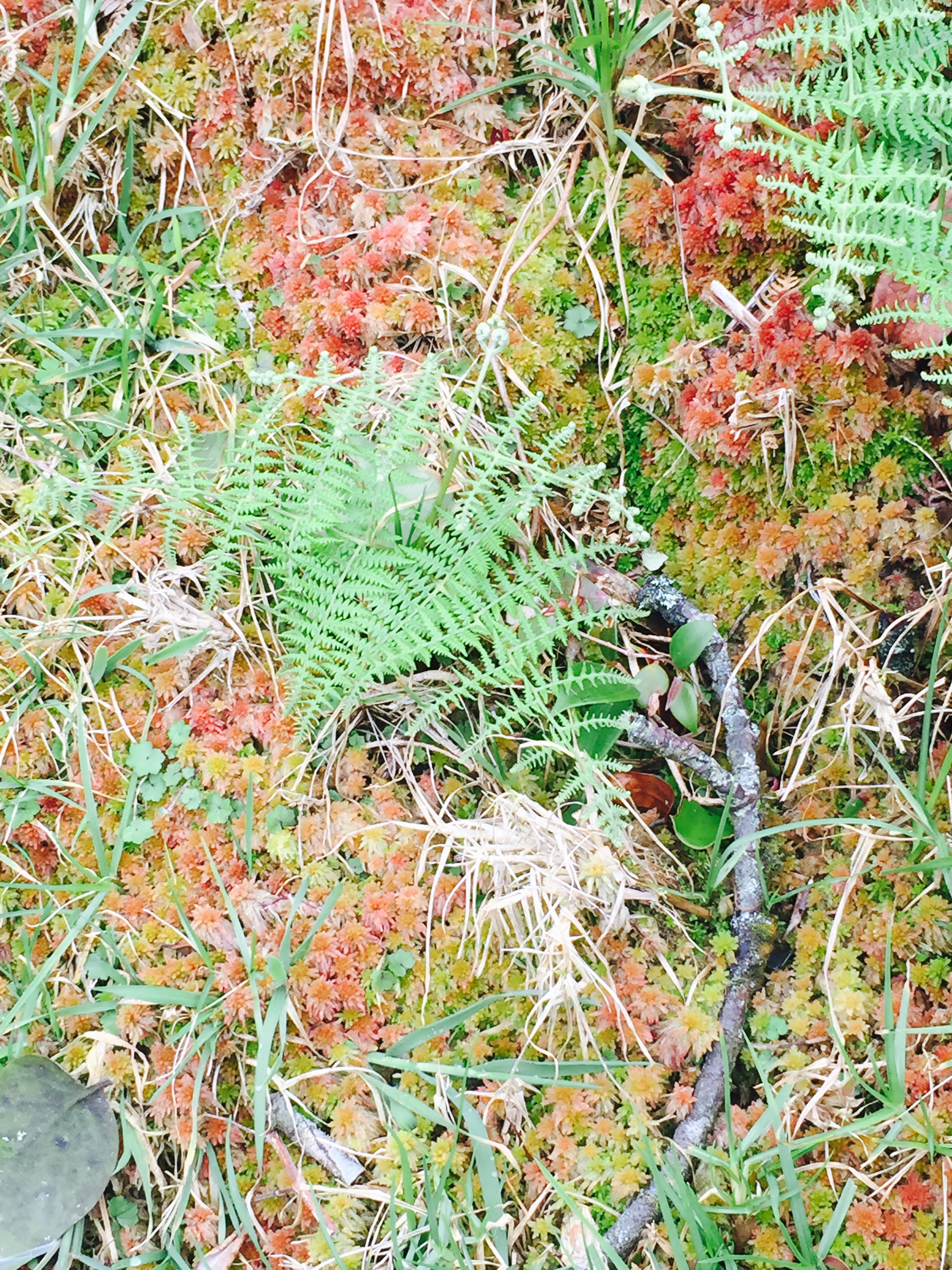
La lana y su función con la microflora

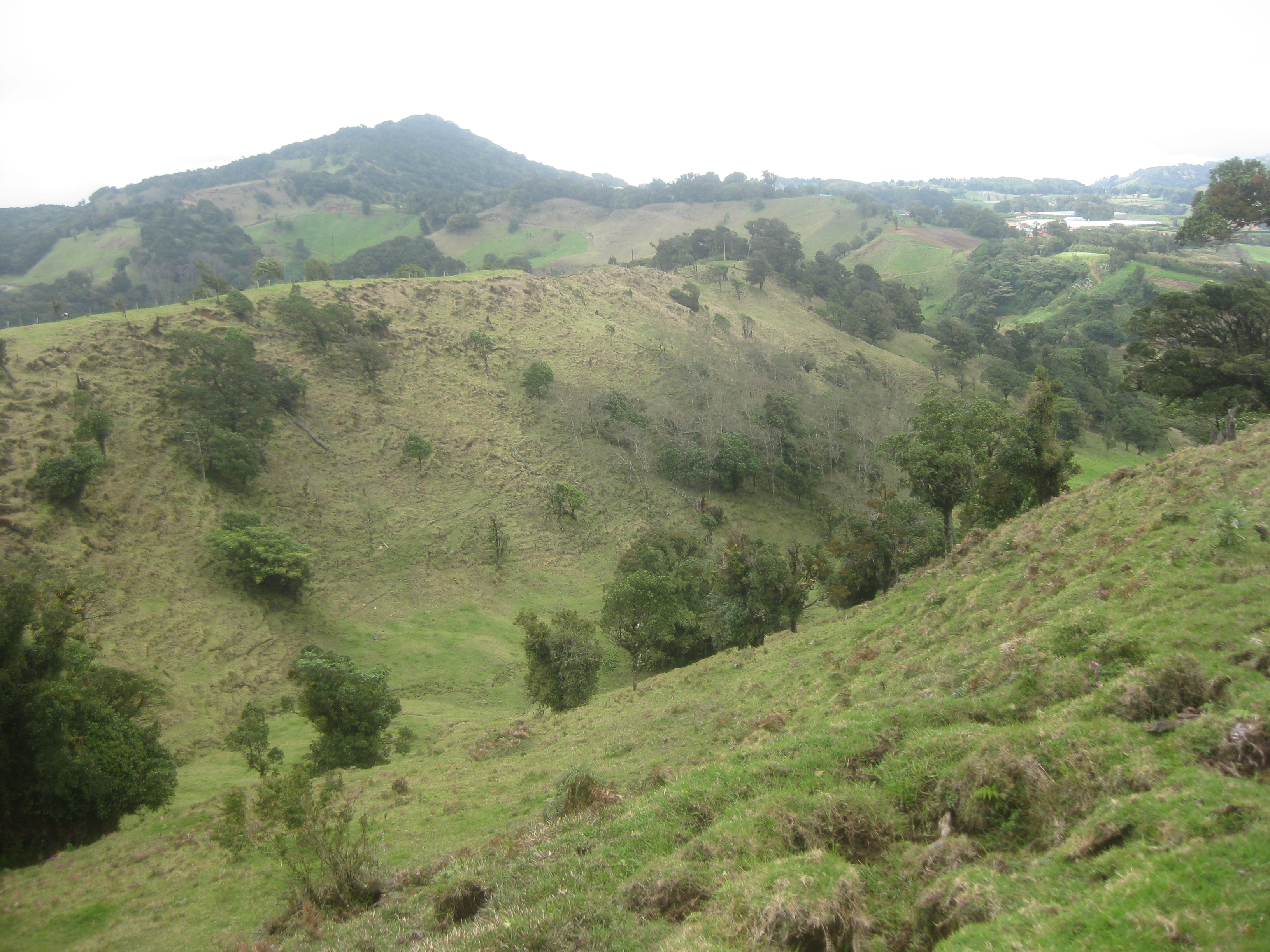
Zona Protectora El Chayote (Sector Pueblo Nuevo)

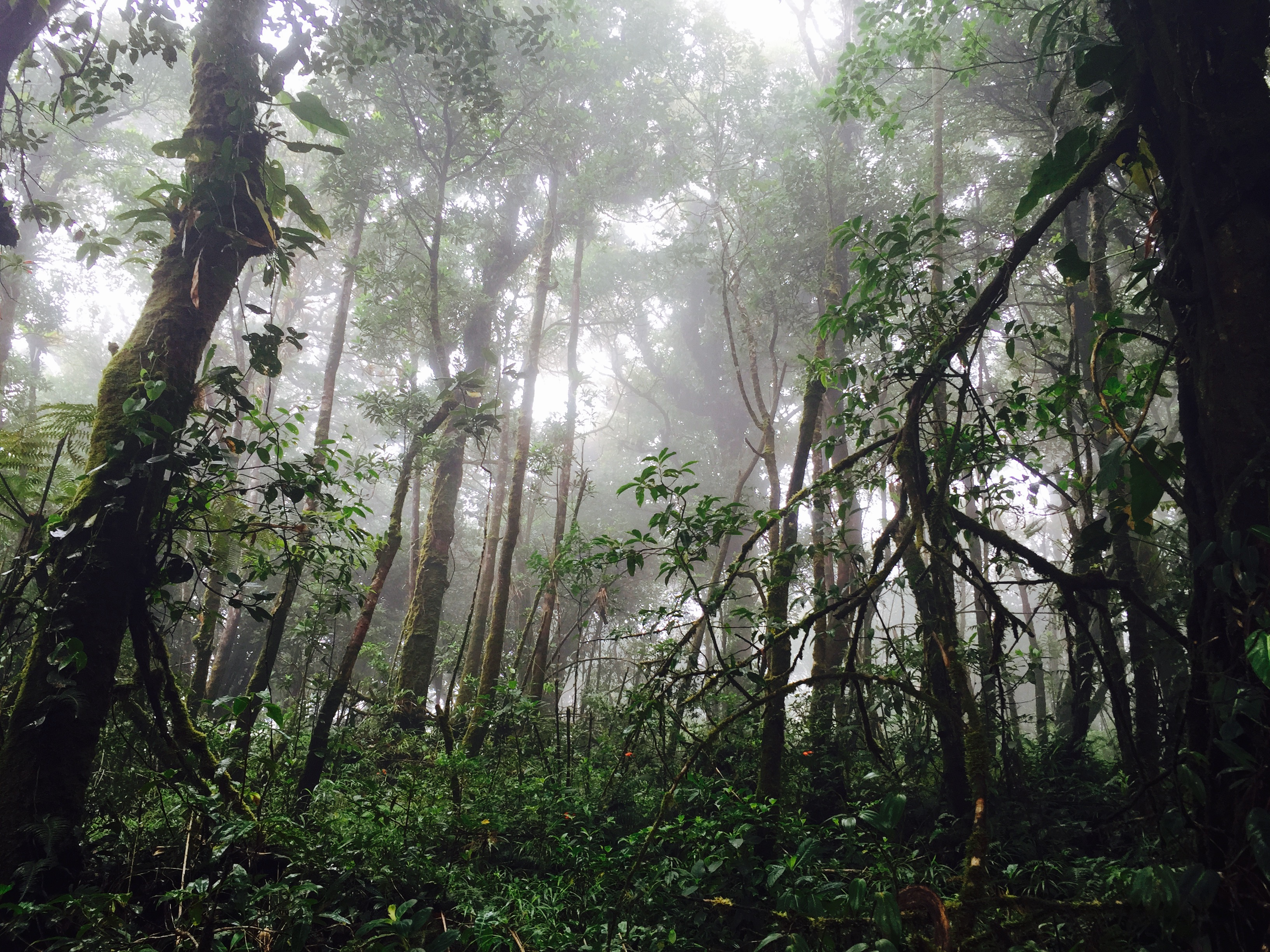
Filtración de agua

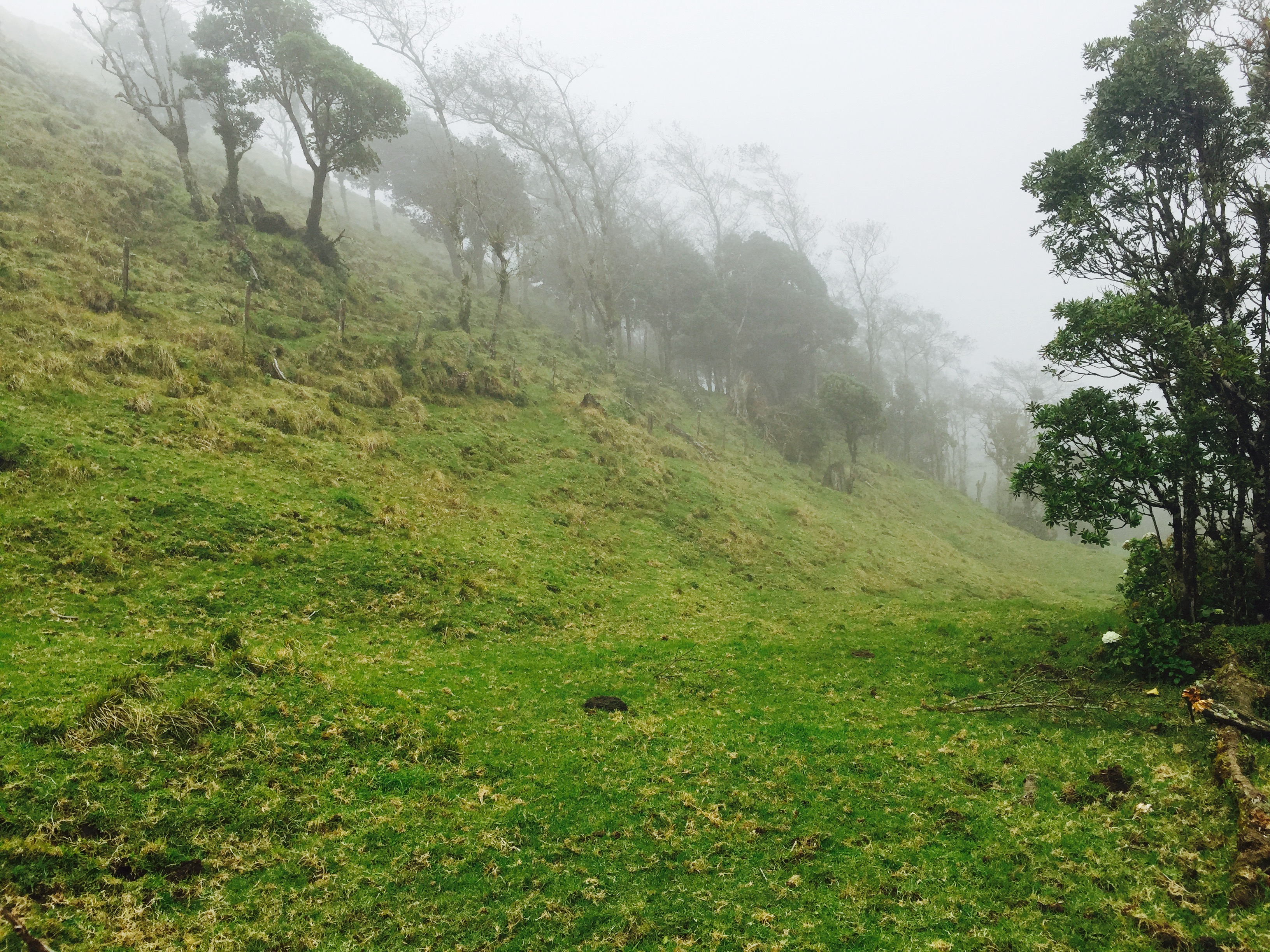
Áreas que son necesarias reforestar

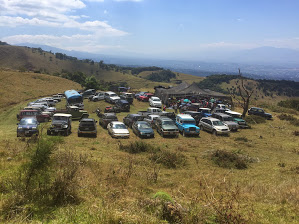
Vista de carros chayote

## Enlaces externos

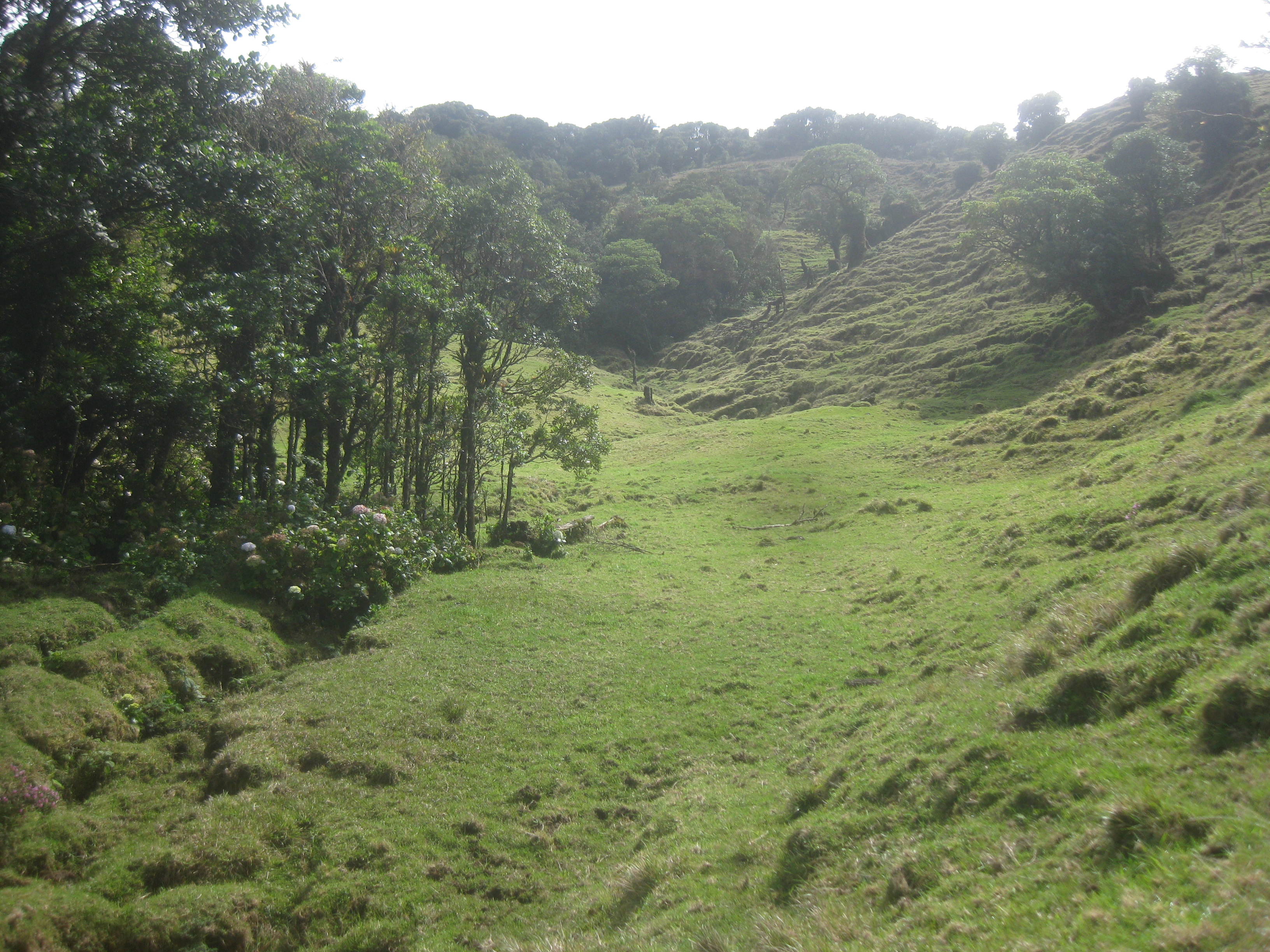
Se puede observar el límite entre áreas forestadas y desoladas, estudiar esta área es vital en la conservación

Ampliación de una área boscosa con varios factores en interacción

## Ríos
Vertiente del Atlántico:
- Río El Toro
- Río Espino

Vertiente del Pacífico: 
- Río Barranca
- Río Colorado